# Potentiel de Pöschl-Teller
Pour les articles homonymes, voir Teller.
En physique mathématique, un potentiel de Pöschl-Teller, nommé d'après les physiciens Herta Pöschl (crédité comme G. Pöschl) et Edward Teller, est une classe spéciale de potentiels pour lesquels l'équation de Schrödinger à une dimension peut être résolue en termes de fonctions spéciales.
Bien que Pöschl et Teller introduisirent, dans leur article de 1933, le potentiel sous sa forme générale
pour {\displaystyle \lambda ,\nu >1}, de nos jours la dénomination « potentiel de Pöschl–Teller » fait plutôt référence au cas symétrique {\displaystyle \nu =1} pour {\displaystyle \lambda >0} :

## Solutions
Les solutions indépendantes du temps de l'équation (unidimensionnelle) de Schrödinger avec ce potentiel,
peuvent alors être déterminées grâce à la substitution {\displaystyle u=\mathrm {tanh} (x)} qui conduit à l'équation générale de Legendre
dont les solutions sont les fonctions associées de Legendre {\displaystyle {\displaystyle P_{\lambda }^{\mu }(u)}} et {\displaystyle {\displaystyle Q_{\lambda }^{\mu }(u)}} de degré {\displaystyle \lambda \in \mathbb {C} } et d'ordre {\displaystyle \mu \in \mathbb {C} } lorsque {\displaystyle {\displaystyle E={-\mu ^{2}/2}}}.

Potentiel de Pöschl–Teller symétrique pour (courbe noir) et ses six valeurs propres (lignes rouges).

Cependant, seules les fonctions {\displaystyle {\displaystyle P_{\lambda }^{-\mu }\circ \tanh }} pour {\displaystyle (\lambda ,\mu )} tels que {\displaystyle (\lambda \in \mathbb {N} {\text{ et }}\mu =\pm (\lambda +1-j))} ou {\displaystyle (0<\lambda \not \in \mathbb {N} {\text{ et }}\mu =\lambda +1-j)}, où {\displaystyle j=1,\dots ,\lceil \lambda \rceil }, sont dans {\displaystyle L^{2}(\mathbb {R} )} et donc des fonctions propres de l'opérateur de Pöschl–Teller symétrique. De plus, dans le cas {\displaystyle \lambda \in \mathbb {N} }, la fonction {\displaystyle {\displaystyle P_{\lambda }^{\lambda +1-j}\circ \tanh }} ne diffère de {\displaystyle {\displaystyle P_{\lambda }^{-(\lambda +1-j)}\circ \tanh }} que par une constante multiplicative, il s'agit donc d'une seule et même fonction propre.
Par conséquent, l'opérateur de Pöschl–Teller symétrique n'admet des valeurs propres que pour {\displaystyle \lambda >0} et {\displaystyle {\displaystyle \mu =\lambda +1-j}}, où {\displaystyle j=1,\dots ,\lceil \lambda \rceil }, et ces {\displaystyle \lceil \lambda \rceil } valeurs propres sont alors {\displaystyle E_{j}={-(\lambda +1-j)^{2}/2}}, avec les fonctions propres associées {\displaystyle {\displaystyle P_{\lambda }^{-(\lambda +1-j)}\circ \tanh }}.
En outre, les données de diffusion à faible énergie peuvent être explicitement calculées.
Dans le cas particulier où {\displaystyle \lambda } est un entier naturel non nul[à vérifier], le potentiel est sans réflexion et de tels potentiels peuvent également être solutions N-solitons de l'équation de Korteweg–de Vries.

## Potentiel de Rosen-Morse
Un potentiel lié, le potentiel de Rosen-Morse, possède un terme supplémentaire :